# لاینسترونل
لاینسترونل (به انگلیسی: Lynestrenol)
رده درمانی: هورمونهای جنسی زنانه
اشکال دارویی: قرص

## موارد مصرف
لاینسترونل نوعی پروژسترون صناعی (پروژستین) است و در موارد ناکافی بودن پروژسترون درونزاد (مانند اختلالات قاعدگی و مشکلات بارداری) به کار می‌رود.

## مکانیسم اثر
لاینسترونل آگونیست گیرنده‌های پروژسترونی است و اثرات بسیار ضعیف استروژنی، آندروژنی و آنابولیک دارد.